# 赤坂晃
赤坂 晃（あかさか あきら、1973年5月8日 - ）は、日本の歌手、俳優、実業家であり、男性アイドルグループ・光GENJIの元メンバー。東京都国立市出身。所属事務所はGOLD STAR。

## 来歴

### 芸能界での活躍
1984年、ミュージカル『ピーター・パン』で子役デビュー。1987年にジャニーズ事務所に入所。同年、「光GENJI」のメンバーに選ばれ「STAR LIGHT」でレコードデビュー。1993年には、「SAY'S（セイズ）」として「曇りのち晴れ」でCDデビューした。
1995年の光GENJI解散後は、俳優としてテレビドラマや舞台を中心に活動。代表作に『HOTEL』のホテルマン役（1994年 - 2002年）、『新幹線'97恋物語』の車掌役(1997年)などがある。また、舞台『PLAYZONE』には2004年から2007年まで毎回異なる役で出演していた。

### 1回目の覚醒剤所持事件
2007年10月28日午前1時頃、豊島区東池袋の路上にて覚醒剤1gを所持していたとして覚せい剤取締法違反（所持）で警視庁大塚警察署に現行犯逮捕された。取り調べの際「以前からストレスがあった」と話し、同年4月からずっと使用していた事を認めた。これを重くみたジャニーズ事務所は翌10月29日付で赤坂の懲戒解雇を発表。この事件で赤坂は同年11月21日、東京地方裁判所で懲役1年6か月、執行猶予3年の有罪判決を受けた。

### 2回目の覚醒剤所持事件
事件後、赤坂は自ら立ち上げた飲食店に勤務していたが、2009年12月29日に宿泊していた新宿区内のホテルの室内捜索中に覚醒剤の使用が発覚。覚せい剤取締法違反（覚醒剤所持・使用）で千葉県警察に逮捕され、執行猶予期間中の逮捕となった。この事件について、2010年3月30日、千葉地方裁判所は赤坂に懲役1年6月の実刑判決（求刑懲役2年）を言い渡した。2012年まで服役し、その後は再びバーを経営していた。

### 芸能界復帰
2015年8月、舞台で復帰を果たした。なお、この際、服役中に父親が他界していたことも明らかにした。同年9月、BSスカパー!『田村淳の地上波ではダメ!絶対!』でテレビ復帰。
2018年6月8日、ニューシングル「夢のつづき」を配信リリースし、音楽や芸能活動を本格的に再開。8月25日、26日にはリリース記念公演として吉祥寺CLUB SEATAにて全3公演のライブを開催した。
2019年、前妻との間に授かった長男と2人で宮古島で暮らしていることを明かしている。前妻とは復縁こそしてはいないが、互いの友人を通しての連絡はしている模様。
2020年6月30日、宮古島にて自身が代表を務める店「589コハク」が地域産業の活性化に貢献したとして宮古島物産振興会から表彰される。その様子は笑顔の赤坂の写真と共に地域の新聞に掲載された。

## 人物
プライベートでは、2001年11月5日に、堀越高等学校時代の2年先輩（一般女性）と結婚し、2002年6月に長男が誕生。2007年3月28日付けで夫人と離婚していたことがジャニーズ事務所の顧問弁護士によって明かされた。
長男である赤坂俊璃は、ラートの選手であり、高校時代に全日本選手権大会男子ジュニアの部で優勝。2024年12月に行われた第29回全日本ラート競技選手権大会を経て、日本代表として2025年5月31日にドイツ・ライプツィヒで行われた世界ラート競技団体選手権大会に出場した。

## ジャニーズ時代の参加ユニット
- 光GENJI
- 光GENJI SUPER 5
- SAY・S
- AKIRA & KOHJI
- アンダルシアユニット

## ディスコグラフィ

### シングル
| ＃ | 発売日         | タイトル               | カップリング                 | 備考         |
| -- | -------------- | ---------------------- | ---------------------------- | ------------ |
| 1  | 1993年5月21日  | ホウキ・ツイスト       | さよならなんて言う気はないさ |              |
| 2  | 1995年11月20日 | Look out               | Sweet so Lonely              |              |
| 3  | 1996年8月5日   | 今すぐ君に会いに行こう | Out Standing                 |              |
| 4  | 2018年6月8日   | 夢のつづき             | （カップリング曲なし）       | 配信シングル |
| 5  | 2018年7月13日  | アイコトバ             | （カップリング曲なし）       | 配信シングル |
| 6  | 2018年8月10日  | 蕾-Tsubomi-            | （カップリング曲なし）       | 配信シングル |

### アルバム
| ＃ | 発売日        | タイトル               | 収録曲 |
| -- | ------------- | ---------------------- | --- |
| 1  | 1996年7月22日 | The Way to Our Promise | 1. Day Off 2. 7 a.m. 3. 悲しみの必要 4. 素晴らしく愛してる 5. 今日の午後、どこへ行こう 6. Waiting For Your Call 7. Conversation 8. Left Alone 9. 平気さ、僕はソファーで寝るよ 10. 夢の破片 |

### ミニアルバム
| ＃ | 発売日        | タイトル  | 収録曲                                                              | 備考                                 |
| -- | ------------- | --------- | ------------------------------------------------------------------- | ------------------------------------ |
| 1  | 2018年8月25日 | Re:action | 1. 夢のつづき 2. アイコトバ 3. 蕾-Tsubomi- 4. Tonight 5. ミチシルベ | 会場限定販売 DVD「夢のつづき」（MV） |

## 出演

### 舞台
- ピーター・パン（1984年 - 1986年） - ジョン 役
- 大阪ABCミュージカル SANADA（1992年） - 木下秀夫 / 豊臣秀頼（二役）
- 魔女の宅急便（1993年） - トンボ 役
- ONGAKUGEKI 火の鳥（1994年）
- 大阪ABCミュージカル TANUKI（1996年）
- ジャニーズファンタジー 「KYO TO KYO」（1997年8月16・17日、京都シアター1200）[18]
- クレオパトラ（1997年9月6日 - 10月26日、日生劇場 / 11月1日 - 30日、大阪松竹座）[18] - オクタヴィアヌス 役
- 銀色クジラの時間旅行（1997年）
- 花も嵐も〜サトと圭の結婚サギ師物語（1999年）
- ミツコ 〜ウィーンの伯爵夫人〜（2000年6月4日 - 30日、新橋演舞場）[19] - リヒァルト 役
- MILLENNIUM SHOCK（2000年）
- big 〜夢はかなう〜（2000年8月1日 - 27日、東京国際フォーラム・ホールC）[19] - 主演・ジョシュ 役[20]
- キス・ミー，ケイト（2002年） - ビル / ルーセンショー 役
- 椿姫（2002年、2004年） - アルマン 役
- ブラッド・ブラザーズ（2003年） - エディ 役
- BOWING BOWING（2003年）[21] - ベルナール 役
- PLAYZONE 2004 WEST SIDE STORY（2004年） - アクション 役[22]
- TAPE（2004年） - ジョン 役[23]
- mama loves MAMBO III（2004年） - 青柳一郎 役
- あずみ〜AZUMI RETURNS〜（2006年） - 井上勘兵衛 役
- PLAYZONE 2005 〜20th Anniversary〜Twenty Years…（2005年） - 赤坂 役[24]
- 喜劇 大吉夢家族〜恋はいつでもサンバのリズムで！〜（2005年） - 新進画家 役
- PLAYZONE 2006 Change（2006年）[25]
- PLAYZONE 2007 Change2Chance（2007年）[26]
- ニライカナイ〜ウロボロスの宝玉〜（2015年） - 主演・山下隆 役[8]
- 7（ナナ）（2021年9月30日 - 10月24日[27]）[28]

### コンサート
- 赤坂晃ソロライヴ 〜Let’s talk about a dream again.〜（2018年8月25日・26日、吉祥寺CLUB SEATA）[10]

### 映画
- ふ・し・ぎ・なBABY（1988年）
- 新極道の妻たち 惚れたら地獄（1994年） - 森安健
- 極道の妻たち 赫い絆（1995年） - 菅井宣生
- ばんたが島（2023年）[29]

### テレビドラマ
- あぶない少年I、II、III（1987年 - 1989年、テレビ東京）
- 評論! 家族（1990年7月22日、TBS） - 広岡純一 役
- HOTEL（1994年 - 2002年、TBS） - 立花明 役
- ロス警察'94 ウエストコースト殺人事件 （1994年4月24日、テレビ朝日）
- 料理人豪太が行く'96（1996年1月1日、関西テレビ）
- 新幹線'97恋物語（1997年、TBS） - 藤井勲 役
- 山村美紗サスペンス・名探偵キャドラマスペシャル、TBS） - 浜口一郎 役
  - 第1作 ヘアデザイナー殺人事件（1996年4月22日）
  - 第2作 小京都・郡上八幡殺人事件（1996年10月14日）
  - 第3作 花の棺（1997年4月7日）
- 月曜ドラマスペシャル「ご存じ！サウナの玉三郎!!」（1996年9月9日、TBS）
- 元禄繚乱（1999年、NHK） - 浅野大学 役
- 私の青空（2000年、NHK）‐ プリンス近藤 役
  - 私の青空2002（2002年4月 - 5月）
- Big大作戦（2000年6月29日、フジテレビ） - 赤坂晃（本人） 役
- Gメン'75スペシャル-帰って来た若獅子たち-（2000年10月23日、TBS） - 白川達也 役
- Gメン'75スペシャル 東京・北海道トリック殺人事件（2001年4月16日、TBS） - 白川達也 役
- 女と愛とミステリー「悪の仮面」（2001年9月9日、テレビ東京） - 海江田翔 役
- 月曜ミステリー劇場（TBS）
  - 十津川警部シリーズ23「終着駅殺人事件」（2001年10月1日） - 町田隆夫 役
  - ミステリー作家桜田桃子の冒険2（2002年1月28日） - 太田 役
  - 駅前タクシー湯けむり事件案内3（2005年8月8日） - 北島高志 役
  - ミステリー作家桜田桃子の冒険3（2003年10月27日）
- エスパー魔美（2002年、NHK） - 宮内俊一郎 役
- ムコ殿2003 第7回（2003年、フジテレビ） - 笹川慶介 役
- 火曜サスペンス劇場「歌舞伎役者 中村歌留多」（2005年5月17日、日本テレビ） - 中村蓮玉 役

### CM
- ハウス食品「とんがりコーン」（1994年） - 内海光司と共演[30]

### その他のテレビ番組
- 7 S.T.A.R.S. 〜7つの答え〜 佐藤アツヒロが繋ぐ光GENJIの現在 第2話・第6話（2025年2月11日・6月15日、WOWOW）[31][32]

## 書籍
- 自由（1990年10月1日、集英社） - 光GENJI全集第3巻 ISBN 978-4-08780-123-1